# Mazagão (tiểu vùng)
Mazagão là một tiểu vùng thuộc bang Amapá, Brasil. Tiều vùng này có diện tích 46580 km², dân số năm 2007 là 48773 người.